# Романовка (Харьковская область)
Романовка (укр. Романівка), село, 
Руновщинский сельский совет, 
Зачепиловский район, 
Харьковская область.
Код КОАТУУ — 6322283503. Население по переписи 2001 года составляет 45 (23/22 м/ж) человек.

## Географическое положение
Село Романовка находится в 2-х км от реки Орчик (левый берег), выше по течению на расстоянии в 1 км расположено село Новоселовка, ниже по течению на расстоянии в 1 км — село Устимовка, на противоположном берегу — село Чернещина.

## История
- 1775 - дата основания.

## Экономика
- Молочно-товарная и свинотоварная фермы.
- Газопровод «Союз».